# めんぐろ古墳
めんぐろ古墳（めんぐろこふん）は、島根県浜田市治和町（ちわちょう）にあった古墳。形状は円墳。現在では墳丘は失われている。出土品が島根県指定有形文化財に指定されている。

## 概要
島根県西部、周布川西岸の台地上（標高約40メートル）に築造された古墳である。南約200メートルには周布古墳（国の史跡）が所在する。1949年（昭和24年）に水田拡張工事で消滅している。
消滅に伴う記録時点ですでに墳丘の大部分が失われていたため、墳丘の詳細は明らかでないが、墳形は円形で、直径20メートル程度と推定される。付近では埴輪が出土している。埋葬施設は両袖式の横穴式石室で、西方向に開口した。九州地方の影響を受けた石室であり、石室内からは副葬品として、銅鏡・装身具・武器・馬具・須恵器など豊富な遺物が出土している。
築造時期は、古墳時代後期の6世紀前半（山陰須恵器編年II期末-III期初頭）頃と推定される。石見地方では代表的な後期古墳であり、小規模ながら馬具一式や須恵器など優れた副葬品が出土したことから、島根県内における当該時期の基準資料としても重要視される古墳になる。
出土品の一部は1960年（昭和35年）に島根県指定有形文化財に指定されている。

## 遺跡歴
- 明治期、高さ10-20センチメートルの高まりとして残存、国道9号敷設時に石材持ち出し[3]。
- 1949年（昭和24年）、水田拡張工事で消滅。石室基底部・副葬品発見（石材は周辺の石垣に転用、1957年に出土遺物の報告）[3]。
- 1960年（昭和35年）9月30日、出土品の一部が島根県指定有形文化財に指定。
- 遺物再整理（島根県古代文化センター、2009年に報告）。

## 埋葬施設
埋葬施設としては両袖式横穴式石室が構築されており、西方向に開口した。石室の規模は次の通り（発見時の見取図による）。
- 石室全長：約5メートル
- 玄室：長さ4メートル、幅3-3.5メートル

石室の壁体には、大型の石材を下方で、小型の石材を上方で使用し、持ち送りながら構築したと推測される。玄室内には、中央やや北側と南側壁に板状の石を石障を立てており、九州有明地方との関係が推測される。また奥壁付近には長さ0.70-0.80メートルの六角柱状の石が多数存在し、壁を支える支柱とみられる。床面は礫敷で、礫の下には木炭層があったとされる。

## 出土品
石室内からの出土品は次の通り。
- 装飾品
  - 獣文鏡 1
  - 鈴釧 1
  - 切子玉 1
  - 小玉 1
- 武器・刀装具
  - 三輪玉 4
  - 鉄鏃 5
  - 大刀 10
  - 石突 1
  - 鉄槍 1
- 工具
  - 鹿角製刀子 2
  - 刀子 1
- 馬具
  - 馬鐸 1 - 2点非現存。
  - 三環鈴 1
  - f字鏡板付轡 1
  - 轡 1
  - 金銅装平形雲珠 1
  - 木芯鉄輪鐙 1
  - 鉸具 1
  - 鐙金具 2
- 須恵器
  - 坏蓋 5
  - 坏身 8
  - 高坏蓋 1
  - 𤭯 1
  - 壺 1
  - 提瓶 2
  - 短頸壺 1
  - 甕 1

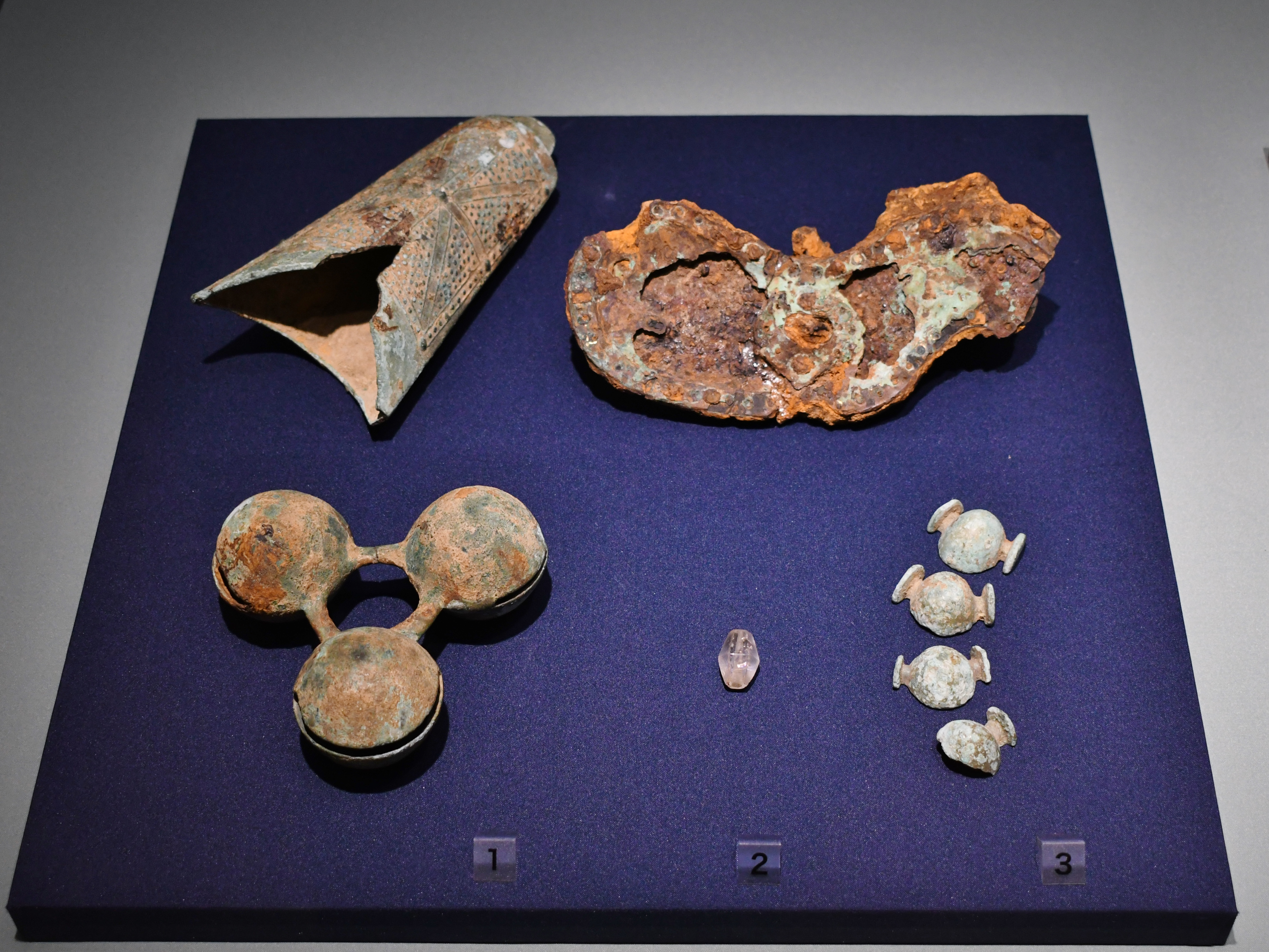
馬具・切子玉・三輪玉島根県立古代出雲歴史博物館展示（他画像も同様）。

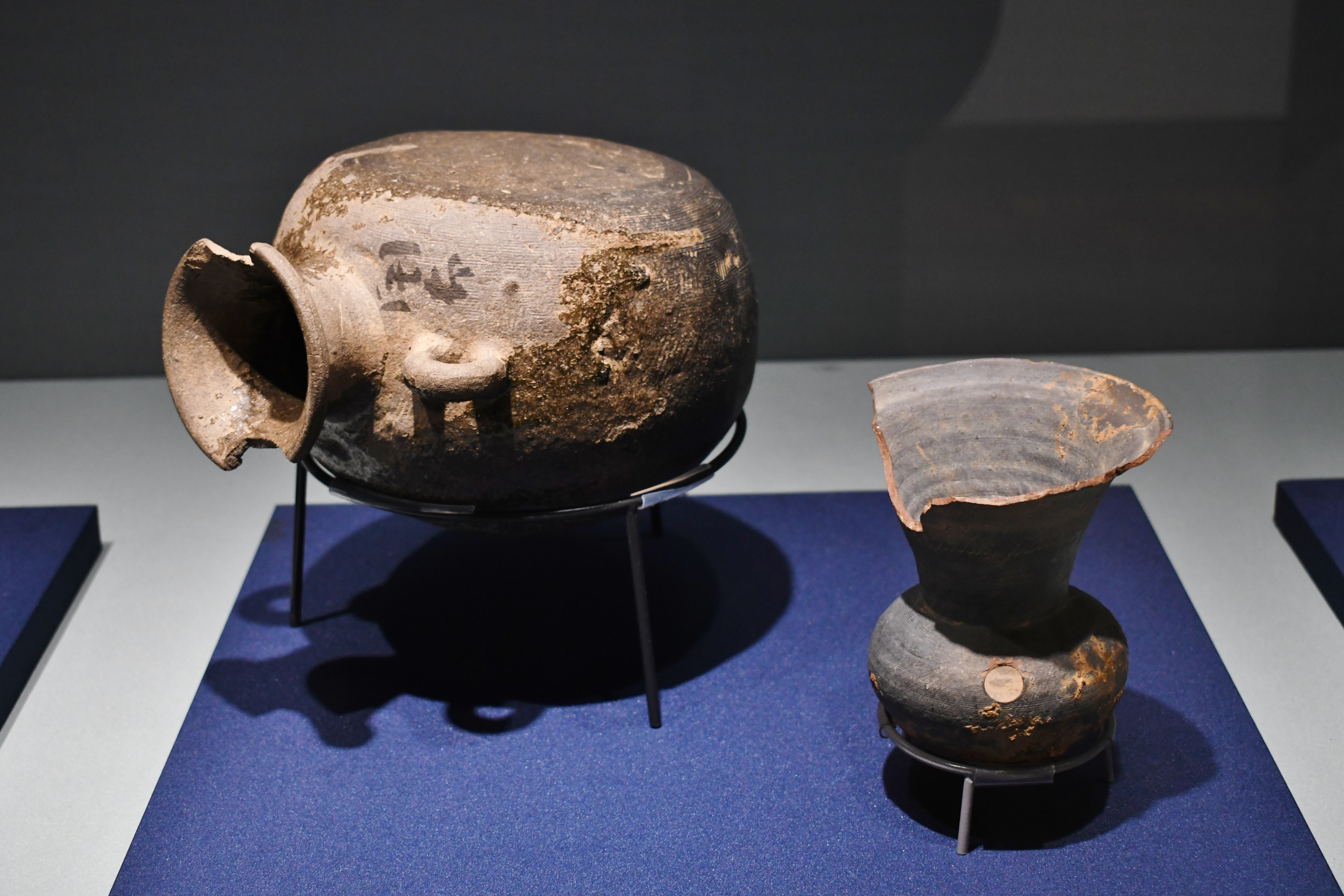
須恵器 提瓶・𤭯

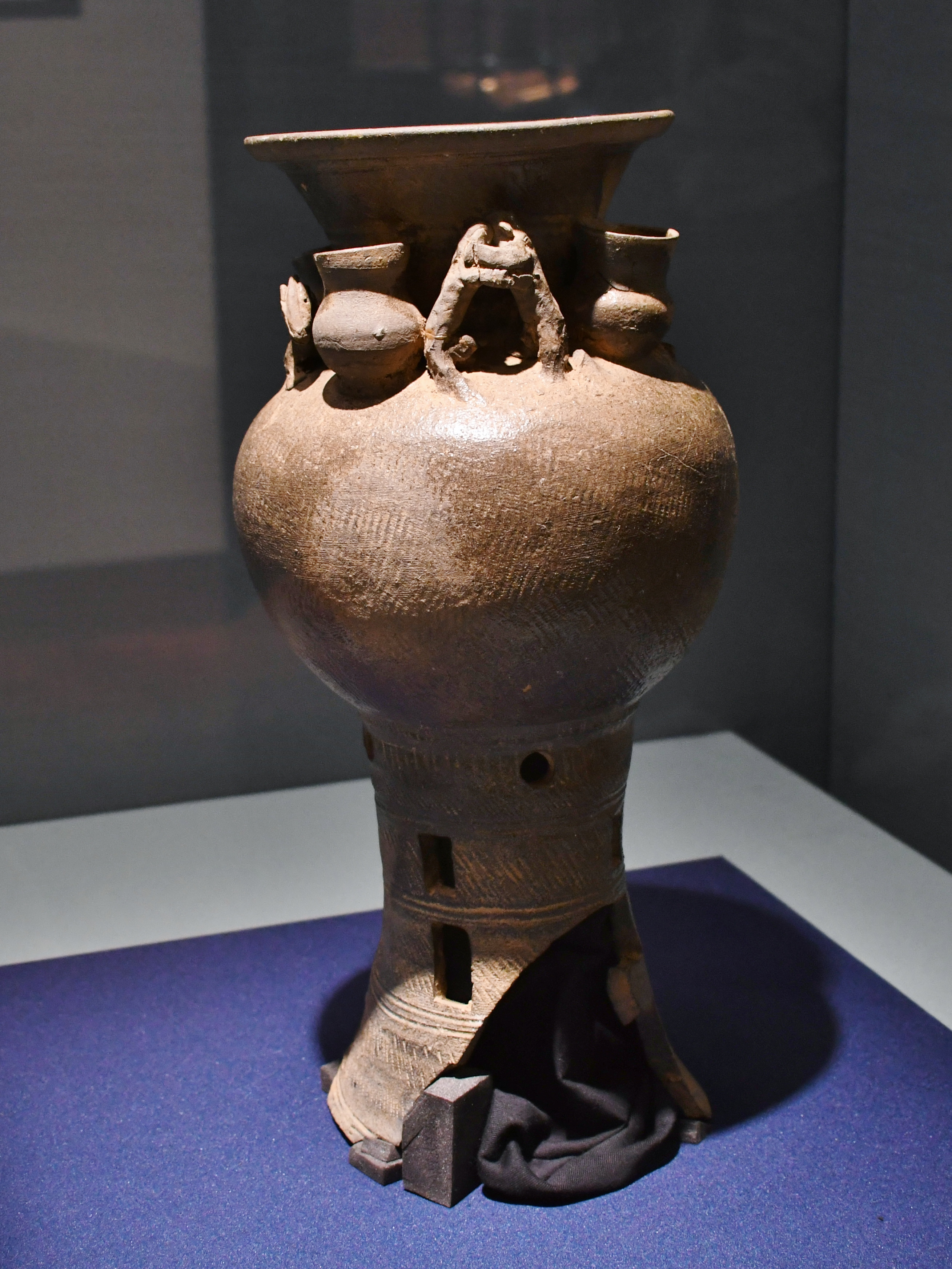
装飾付須恵器

  - 装飾付子持壺 1 - 子壺の間に相撲をとる人物像や動物像を配する。
- 祭祀具
  - 石棒 1
  - 土玉 1

以上のほか、周辺で埴輪が出土している。

## 文化財

### 島根県指定文化財
- 有形文化財
  - めんぐろ古墳出土品（考古資料） - 個人蔵、島根県立古代出雲歴史博物館保管。1960年（昭和35年）9月30日指定。

## 関連施設
- 島根県立古代出雲歴史博物館（出雲市大社町杵築東） - めんぐろ古墳の出土品を展示。

## 関連文献
（記事執筆に使用していない関連文献）
- 山本清「浜田市めんぐろ古墳遺物について」『島根大学論集 人文科学』第7号、島根大学、1957年3月30日、25-37頁。 - リンクは島根大学学術情報リポジトリ。
- 山本清「めんぐろ古墳遺物について」『山陰古墳文化の研究』山本清先生退官記念論集刊行会、1971年。
- 川原和人「浜田市めんぐろ古墳出土の須恵器について」『島根考古学会誌』第2集、島根考古学会、1985年。
- 『めんぐろ古墳の研究』島根県古代文化センター・島根県埋蔵文化財調査センター〈島根県古代文化センター調査研究報告書42〉、2009年。